# Emmy Putzinger
Emmy Puzinger (fälschlich Putzinger, * 8. Februar 1921 in Wien; † 6. Juni 2001) war eine österreichische Eiskunstläuferin, die im Einzellauf startete.
Puzinger wurde von 1936 bis 1939 österreichische Meisterin im Eiskunstlauf der Damen. Sie nahm im Zeitraum von 1935 bis 1939 an vier Europameisterschaften teil. Bei den Europameisterschaften 1937 und 1938 gewann sie die Bronzemedaille hinter den Britinnen Cecilia Colledge und Megan Taylor. Von 1936 bis 1939 nahm sie an Weltmeisterschaften teil. Ihr bestes Ergebnis war der vierte Platz bei der Weltmeisterschaft 1936 in Paris. Bei den Olympischen Spielen 1936 in Garmisch-Partenkirchen belegte sie den siebten Platz.
Emmy Puzinger gehörte dem Ensemble der Karl-Schäfer-Eisrevue an und doubelte Olly Holzmann bei den schwierigeren Eis-Szenen im Spielfilm 'Der weiße Traum' aus dem Jahr 1943. Außerdem war sie von der Geburtsstunde der Wiener Eisrevue (die unmittelbar nach dem Zweiten Weltkrieg aus der Karl-Schäfer-Eisrevue hervorging) bis zu deren Verkauf an Holiday On Ice 1971 einer der größten Stars dieses Unternehmens. Als Eiskunstläuferin wirkte sie in vielen Nachkriegsrevuefilmen mit, beispielsweise in Frühling auf dem Eis und Traumrevue. Mit ihrem kongenialen Partner, dem Belgier Fernand Leemans, bildete sie neben Eva Pawlik/Rudi Seeliger ein Königspaar der Schleuderfiguren. Das sind jene akrobatischen Kunststücke, bei denen die Dame von ihrem Partner am Fuß gepackt und kreisförmig durch die Luft gewirbelt wird, sodass an einer Stelle der Kopf den Aufschlag auf das Eis nur knapp verfehlt.

## Ergebnisse
| Wettbewerb / Jahr               | 1935 | 1936 | 1937 | 1938 | 1939 | 1940 |
| ------------------------------- | ---- | ---- | ---- | ---- | ---- | ---- |
| Olympische Spiele               |      | 7.   |      |      |      |      |
| Weltmeisterschaften             |      | 4.   | 5.   | Z    | 6.   |      |
| Europameisterschaften           | 13.  |      | 3.   | 3.   | 5.   |      |
| Österreichische Meisterschaften |      | 1.   | 1.   | 1.   | 1.   | 2.   |